# Birke J. Bertelsmeier
Birke Jasmin Bertelsmeier (* 23. April 1981 in Hilden) ist eine deutsche Komponistin.

## Leben
Bertelsmeier erhielt als Schülerin Klavierunterricht bei Barbara Szczepanska und Kompositionsunterricht bei David Graham. Nach dem Abitur studierte sie Klavier bei Pavel Gililov an der Hochschule für Musik und Tanz Köln (Diplom 2005) und Komposition bei Wolfgang Rihm an der Hochschule für Musik Karlsruhe (Diplom 2008, Konzertexamen 2011). Zudem schloss sie 2009 ein Studium der Musikwissenschaft mit dem Master ab. Ihre Werke werden auf internationalen Festivals und von verschiedenen Interpreten aufgeführt, beispielsweise dem Arditti Quartett, dem Quatuor Diotima, dem Ensemble Modern, Ensemble ascolta, Ensemble recherche, Fukio Saxophone Quartett, Ensemble LUX, Marc Bouchkov, Erik Nielsen, Christoph Eschenbach, Tabea Zimmermann, Orchester Nationale de Lorraine, Bad Reichenhaller Philharmoniker, Bamberger Symphoniker und von Mitgliedern der Berliner Philharmoniker.
2014 wurden zwei Musiktheaterwerke von Bertelsmeier an der Deutschen Oper Berlin uraufgeführt, Querelle nach Jean Genet und Die Nachtigall nach Oscar Wilde. 2017 folgte die Uraufführung ihres Orchesterwerks vom blauen Himmel zum 80. Jahrestag der Bombardierung Guernicas durch das Bilbao Orkestra Sinfonikoa mit Chor und Kinderchor. Im selben Jahr wurde beim Taschenopernfestival Salzburg ihr Musiktheaterwerk Gib mir Dein nach einer Erzählung von Thomas Mann uraufgeführt.
Bertelsmeier unterrichtete Komposition in Jugendseminaren des Beethovenhauses Bonn und des Musikrates NRW. Von 2009 bis 2011 lehrte sie Improvisation und Komposition an der Hochschule für Musik, Theater und Medien Hannover.

## Preise und Stipendien
- 2006/07 Stipendium  der Hoepfner Stiftung
- 2009 Stipendium des Brahms-Hauses
- 2009 Stipendium Dorothea Erxleben Hannover
- 2010 Preisträger der Yvar Mikhashoff Competition NY
- 2011/12 Stipendium der Internationalen Ensemble Modern Akademie
- 2011/13 Stipendium der Akademie Musiktheater heute (Deutsche Bank Stiftung)
- 2012 Aufenthaltsstipendium des Herrenhauses Edenkoben
- 2012 Schneider-Schott-Musikpreis Mainz
- 2013 Stipendium der Deutschen Akademie Rom Villa Massimo
- 2014 Karlsruher Kompositionspreis
- 2015 Komponistenförderpreis der Ernst von Siemens Musikstiftung
- 2016/17 IRCAM Paris (Institut de recherche et coordination acoustique/musique)
- 2018/19 Internationales Künstlerhaus Villa Concordia Bamberg